# Timo Achenbach
Timo Achenbach (ur. 3 września 1982 w Witten) – niemiecki piłkarz występujący w KFC Uerdingen 05.

## Kariera
Rozpoczynał karierę w rodzinnym Witten w klubie TuS Witten-Heven, skąd w 1990 roku przeniósł się do VFL Witten. Po trzech latach gry w tym klubie przeszedł do SG Wattenscheid 09. W 1996 roku trafił do Borussii Dortmund, występując najpierw w drużynach juniorskich tego klubu a następnie w drużynie amatorskiej. Był kluczowym graczem drugiej drużyny BVB, więc na sezon 2003/2004 został wypożyczony do VfB Lübeck. Klub ten zapłacił za wypożyczenie Achenbacha 30 tysięcy euro. Po roku zawodnik został ponownie wypożyczony, tym razem do 1. FC Köln za 50 tysięcy euro. Grał w tym klubie raz w drużynie amatorskiej, a raz w pierwszej drużynie występującej w 2. Bundeslidze. Borussia po zakończeniu sezonu nie zdecydowała się przedłużyć kontraktu z Achenbachem, przez co miał wolną rękę w wyborze klubu. Podpisał kontrakt z 1. FC Köln, do którego był wcześniej wypożyczony. W sierpniu 2005 roku przeniósł się do SpVgg Greuther Fürth, gdzie występował do końca czerwca 2008. Wtedy po wygaśnięciu kontraktu odszedł do Alemannii Akwizgran. Grał też w SV Sandhausen, a w 2015 roku przeszedł do KFC Uerdingen 05.
Zagrał w 3 spotkaniach reprezentacji Niemiec U-21.